# تنظيم وانتشار المعالجة المثلية

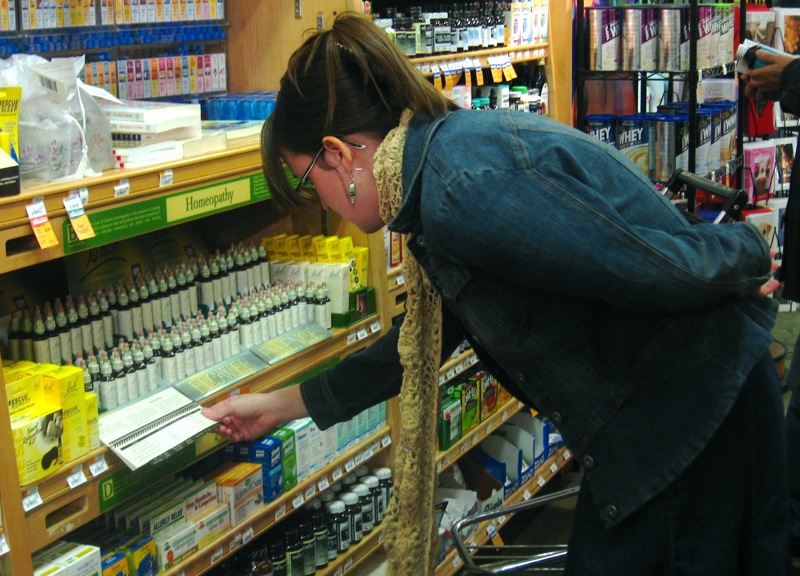
امرأة تبحث في العلاجات المثلية

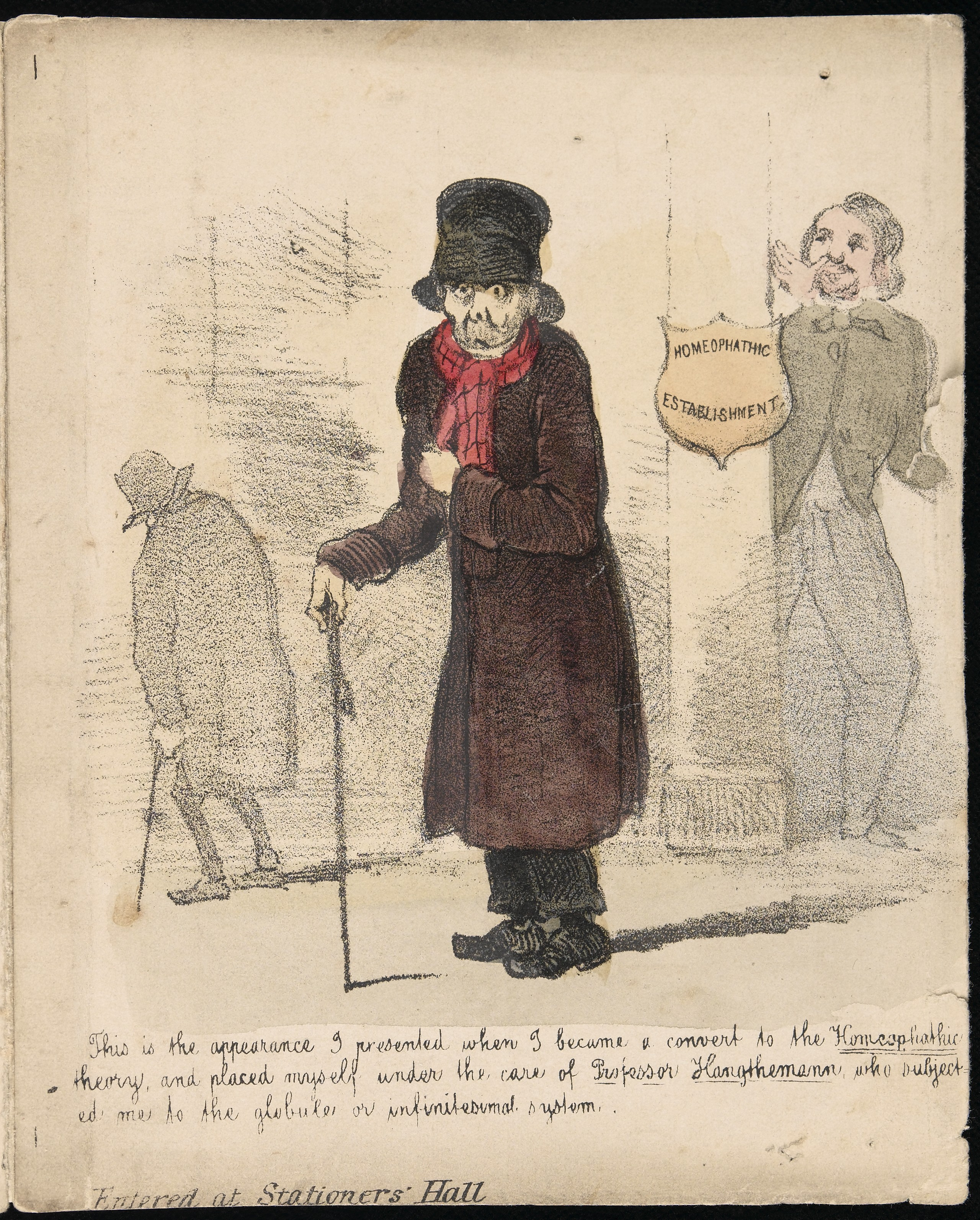
مريض يعاني من آثار المعالجة المثلية (ويلكوم ترست).

اعتلال الدماغ شائع إلى حد ما في بعض البلدان بينما يكون غير شائع في بلدان أخرى. وفي بعض البلدان، لا توجد لوائح قانونية محددة تتعلق باستخدام اعتلال المثلية، بينما يلزم في بلدان أخرى الحصول على تراخيص أو شهادات في الطب التقليدي من الجامعات المعتمدة.
مستحضرات المعالجة المثلية ليست فعالة في علاج أي حالة. خارج مجتمع الطب البديل، لطالما اعتبر العلماء المعالجة المثلية خدعة أو علمًا زائفًا، ويعتبرها المجتمع الطبي السائد بمثابة دجل.

## أوروبا
تختلف اللوائح في أوروبا حسب البلد. في النمسا وألمانيا، لا توجد لوائح محددة، بينما تفرض فرنسا والدنمارك تراخيص لتشخيص أي مرض أو الاستغناء عن أي منتج يكون الغرض منه علاج أي مرض. يتم تغطية بعض العلاجات المثلية من خلال التأمين الوطني في العديد من البلدان الأوروبية، بما في ذلك فرنسا وبعض أجزاء المملكة المتحدة والدنمارك ولوكسمبورغ. في بلدان أخرى، مثل بلجيكا وجمهورية التشيك، لا يتم تغطية المعالجة المثلية. في النمسا، يتطلب التأمين العام إثباتًا علميًا للفعالية من أجل تعويض العلاجات الطبية، ولكن هناك استثناءات للمعالجة المثلية. في عام 2004، سحبت ألمانيا، التي كانت تقدم في السابق المعالجة المثلية في إطار مخطط التأمين الصحي العام، هذا الامتياز، مع استثناءات قليلة. في يونيو 2005، سحبت الحكومة السويسرية، بعد تجربة مدتها 5 سنوات، التغطية التأمينية للمعالجة المثلية وأربعة علاجات بديلة أخرى، مشيرة إلى أنها لا تفي بمعايير الفعالية والفعالية من حيث التكلفة. ومع ذلك، بعد نتيجة الاستفتاء في عام 2009، أعيدت العلاجات الخمسة لفترة تجريبية أخرى مدتها 6 سنوات من عام 2012.

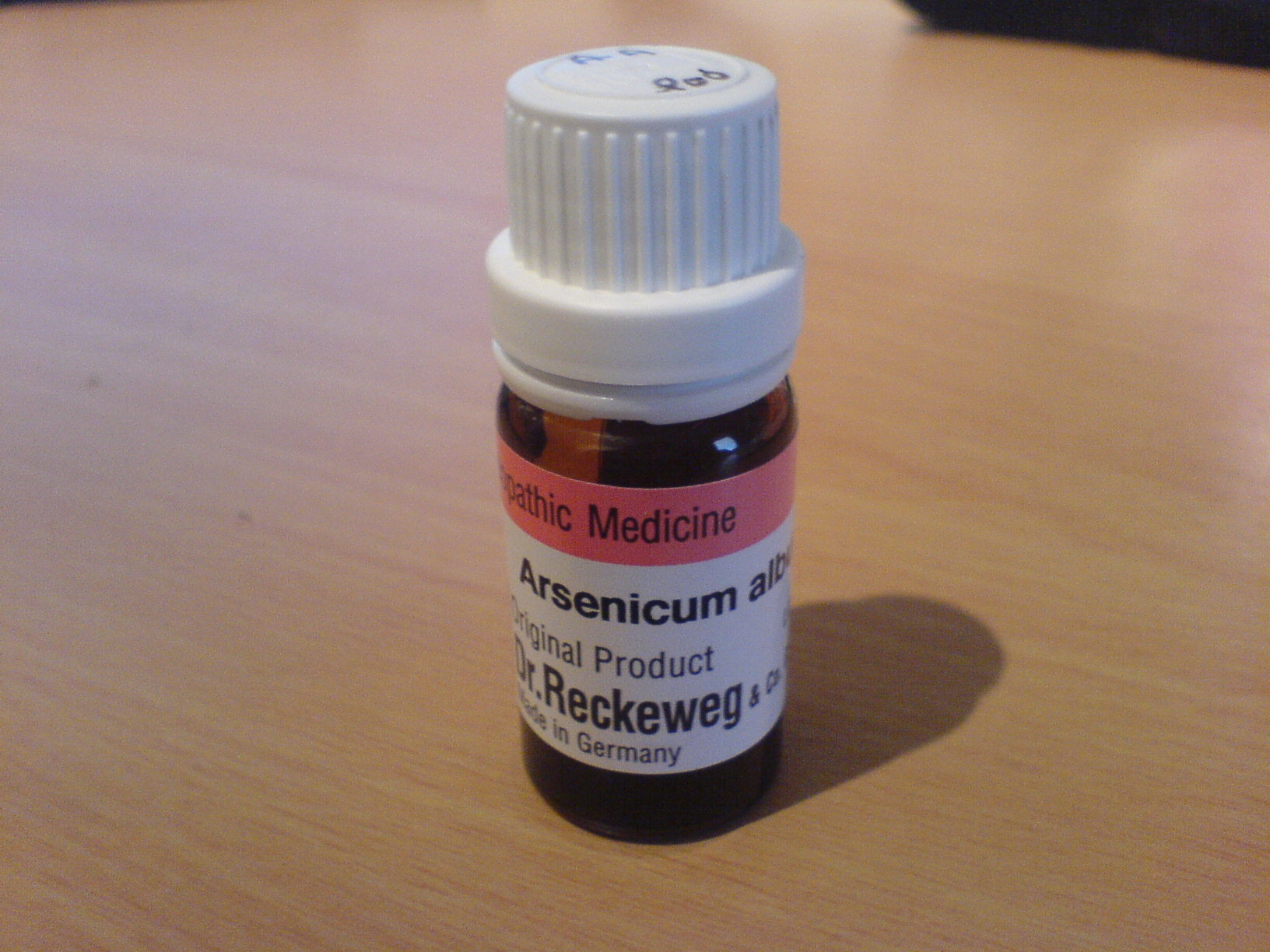
ألبوم الزرنيخ للعلاج المثلي مشتق من الزرنيخ.

### الاتحاد الأوروبي
وفي عام 1992، ذكر مجلس الجماعات الأوروبية في ديباجة توجيهه أن الاعتلال الجنسي معترف به رسميا في بعض الدول الأعضاء ولكنه لا يسمح به إلا في دول أخرى. وعلى أي حال، فقد وُصفت واستخدمت في جميع الدول الأعضاء. ولمواءمة سوق المنتجات المثلية، أوعز المجلس، بموجب توجيه 92/73/EEC إلى الدول الأعضاء بتنفيذ بعض التغييرات في تشريعاتها الوطنية. واستعيض عن التوجيه 92/73/EEC بالتوجيه 2001/83/EC بشأن مدونة الجماعة الأوروبية المتعلقة بالمنتجات الطبية المخصصة للاستخدام البشري.
ويتعين على الدول الأعضاء أن تضمن إمكانية تسجيل المنتجات المثلية (للاستخدام الشفوي أو الخارجي) من دون إثبات الفعالية العلاجية، شريطة أن يكون هناك قدر كاف من التضييق لضمان سلامة المنتج؛ وعلى وجه الخصوص، قد لا يحتوي المنتج على أكثر من جزء واحد في 10 000 من اللثة الأم أو أكثر من 1/100 من أصغر الجرعة المستخدمة في الطب الرئيسي، فيما يتعلق بالمبادئ النشطة التي يؤدي وجودها في منتج طبي إلى الالتزام بتقديم وصفة طبية للطبيب. وبعبارة أخرى، يجب أن يكون التخفيف D4/4X/C2 على الأقل، بل وأن يكون أعلى في الحالات الخاصة. ولا تزال المنتجات المثلية الأخرى قابلة للتسجيل بموجب القواعد العادية، كما أن منتجات مثل أرنيكا D1 متاحة قانونيا.
يجب أن تتضمن ملصقات منتجات المعالجة المثلية المسجلة دون إثبات فعاليتها عبارة «منتج طبي تجانسي بدون مؤشرات علاجية معتمدة» بالإضافة إلى «تحذير ينصح المستخدم باستشارة الطبيب إذا استمرت الأعراض أثناء استخدام المنتج الطبي».

#### بلجيكا
اعتبارًا من 12 مايو 2014، تم تخصيص ممارسة المعالجة المثلية في بلجيكا بموجب القانون للأطباء وأطباء الأسنان والقابلات فقط، ويجب استخدامها فقط لتلك المؤشرات التي تبين أن التمرين فعال وفقًا للطب القائم على الأدلة. وافق مجلس الوزراء البلجيكي في 12 يوليو 2013، على مشروع المرسوم الملكي كما اقترحته وزيرة الشؤون الاجتماعية والصحة العامة لوريت أونكيلينكس. القانون يتبع توصيات مركز المعرفة البلجيكي للرعاية الصحية. الذي خلص على أساس مراجعة منهجية للأدبيات العلمية إلى أنه لا يوجد دليل على أن العلاجات المثلية تعمل بشكل أفضل من العلاج الوهمي. ونصحت بعدم سداد التأمين الصحي الإلزامي ونصحت بأنه سيسمح فقط للأطباء بممارسة المعالجة المثلية
في بلجيكا، تتضمن 81٪ من الاستشارات في مجال الطب البديل المعالجة المثلية، إما بمفردها أو بالاشتراك مع أشكال أخرى من الطب البديل. يوجد في بلجيكا ثلاث منظمات للطب المثلي للأطباء والصيادلة واثنتان للمرضى.

#### فرنسا
المعالجة المثلية هي الشكل الأكثر شيوعًا للطب البديل في فرنسا. ارتفع استخدامه من 16٪ من السكان في عام 1982 إلى 29٪ في عام 1987 و 36٪ في عام 1992. وفي دراسة استقصائية أجريت عام 2018، أجاب 77٪ من الفرنسيين أنهم استخدموا العلاجات المثلية مرة واحدة على الأقل، واستخدمها 58٪ «عدة مرات»، وأكثر من 40٪ استخدموا المعالجة المثلية لأكثر من 10 سنوات. ومع ذلك، في يوليو 2019، أعلنت وزارة الصحة الفرنسية عن عدم سداد تكاليف الأدوية المثلية اعتبارًا من عام 2021 حيث يُنظر إليها على أنها «لا توفر فوائد صحية عامة كافية».

#### ألمانيا
في ألمانيا، يتبع التشريع الخاص بالعلاجات المثلية لوائح الاتحاد الأوروبي (EU). العلاجات المثلية تخضع للتسجيل، لكن لا يلزم اختبارها. ومع ذلك، لا يمكن تسجيل العلاجات المثلية الأقل تمييعًا من D4، أو التي يوجد بها خطر حدوث آثار ضارة، بموجب هذه القاعدة. يمكن بيعها بدون وصفة طبية في الصيدليات. ألمانيا هي الدولة العضو الوحيدة في الاتحاد الأوروبي التي لا تحتاج إلى تسجيل العلاجات المثلية القائمة على المعادن أو النباتات، والتي يتم إنتاجها بكميات قليلة جدًا فقط. في الدول الأعضاء الأخرى فقط العلاجات المعدة بشكل فردي في الصيدلية معفاة.
في عام 2017، كانت العلاجات المثلية تمثل 2.74% من الوحدات المباعة في قطاع الأدوية (0.90% من حجم الأعمال؛ وكانت نسبة 0.14 في المائة من الوصفات التي يغطيها التأمين الصحي العام من أجل سبل العلاج المثلية. وجدت دراسة استقصائية هاتفية أجريت في عام 2008 للبالغين الألمان أن 11.5% استخدموا اعتلال الدماغ. يمثل اعتلال الدماغ 27.4% من اتصالات المرضى في مجال الطب البديل.

#### إيطاليا
أظهر مسح شمل أكثر من 70000 مواطن أن حوالي 4.7 مليون شخص في إيطاليا (8.2٪ من السكان) استخدموا المعالجة المثلية من عام 1997 إلى عام 1999، بما في ذلك إعطائهم 7.7٪ من الأطفال دون سن 14 عامًا. ارتفع استخدام المعالجة المثلية من 2.5٪ في عام 1991 إلى 8.2٪ في عام 1999، ولكن على الرغم من الزيادة، لا تزال هذه الأرقام تمثل استخدامًا خفيفًا نسبيًا مقارنة بالدول الأخرى.

#### هولندا
في عام 1991، استخدم 40٪ من الممارسين العامين المعالجة المثلية.

#### رومانيا
تتبع رومانيا الممارسات العامة للاتحاد الأوروبي فيما يتعلق بالطب المثلي. تنظمها الوكالة الوطنية للأدوية والأجهزة الطبية (ANMDM) ولا يُسمح بها بدون ترخيص. تُباع معظم أدوية المعالجة المثلية دون وصفة طبية. تم تبسيط الموافقة على أدوية المعالجة المثلية، مع الأخذ في الاعتبار عدم وجود حاجة لإجراء اختبارات مفرطة لمعظمها.  

#### إسبانيا
في عام 2018، نشرت المنظمة الطبية الجماعية في إسبانيا تقريرًا رفضت فيه المعالجة المثلية وغيرها من الممارسات الطبية غير العلمية؛ غيّر هذا التقرير الموقف السابق للمنظمة، الذي يعود تاريخه إلى عام 2009، عندما وافقت على الاعتراف بالمعالجة المثلية «كإجراء طبي». كان الدافع وراء التغيير هو نشاط جمعية حماية المرضى من العلاجات العلمية الزائفة، والتي أنتجت، من بين إجراءات أخرى، بيانًا أوروبيًا لتغيير القوانين التي تحمي بيع المعالجة المثلية في أوروبا.
في عام 2020، رفض قاضٍ من إسبانيا دعوى قضائية بتهمة الافتراء التي رفعتها مجموعة من المعالجين المثليين ضد اثنين من منتقدي المعالجة المثلية (فرناندو سيرفيرا وأوريليو دوكي). ورد في الجملة، التي استشهدت بالأكاديمية الملكية الوطنية للصيدلة، «لا توجد وظيفة منفردة، لا توجد وظيفة منف، sino que la homeopatía puede poner en riesgo la salud» («إنها ليست غير فعالة فحسب، يمكن أن تعرض صحة [الشخص] للخطر»). كانت هذه هي المرة الأولى التي تحكم فيها محكمة إسبانية ضد المعالجة المثلية.

#### السويد
في سبتمبر 2011، بعد أن وضع المجلس الوطني للصحة والرعاية طبيبًا تحت المراقبة لتوصية المريض بالمعالجة المثلية، قضت المحكمة الإدارية العليا في السويد بأنه «يمكن للأطباء أن يوصوا بالمعالجة المثلية». في أكتوبر 2013، خلصت مراجعة قانونية أجراها المجلس الوطني للصحة والرعاية نيابة عن الحكومة إلى أن استخدام المعالجة المثلية من قبل المتخصصين الطبيين المرخصين يقتصر على علاجات الملاذ الأخير التي يبدأها المريض.

#### المملكة المتحدة
في حين أن ممارسة المعالجة المثلية في المملكة المتحدة (المملكة المتحدة) لا ينظمها القانون، يتم تنظيم منتجات المعالجة المثلية التي تُباع كعلاجات أو أدوية بواسطة وكالة تنظيم الأدوية ومنتجات الرعاية الصحية.
في المملكة المتحدة، تراجعت المعالجة المثلية في قطاع الصحة العامة بشكل مطرد خلال السنوات الأخيرة. انخفض عدد وصفات الخدمات الصحية الوطنية (NHS) للعلاجات المثلية بنسبة تزيد عن 85٪ بين عامي 2000 و2010 (من 134000 إلى 16359)، حيث شكلت المعالجة المثلية 0.001٪ فقط من إجمالي ميزانية عام 2010. أغلقت مستشفى Tunbridge Wells للطب المثلي، الذي كان سابقًا أحد مستشفيات المعالجة المثلية الأربعة التي تديرها NHS، في عام 2009 بعد انخفاض الإحالات ومراجعة صندوق West Kent للرعاية الأولية لتمويل المعالجة المثلية. في سبتمبر 2010، أحد مستشفيات المعالجة المثلية الثلاثة المتبقية الممولة من NHS، مستشفى لندن الملكي للطب المثلي، تمت إعادة تسميته بمستشفى لندن الملكي للطب المتكامل ليعكس بدقة أكبر طبيعة عمله. تم إغلاق مستشفى المعالجة المثلية الخامس الذي تديره NHS، مستشفى هانيمان في ليفربول، في عام 1976.
وفي عام 1991، استخدم ما يصل إلى 37 في المائة من الممارسين العامين أمراض المثلية، ولكن الاستعراض الذي أجراه صندوق الرعاية الأولية التابع لدائرة الصحة الوطنية في غرب كينت في عام 2007 وجد أن أقل من 1 في المائة من المرضى المسجلين أحيلوا للعلاج المثلي، وأن ذلك كان دائما تقريبا بناء على طلب المريض وليس نتيجة لقرار سريري. في عام 2011 قالت الرابطة البريطانية للهوموباثيات أن 400 من أعضاء الجمعية العامة يستخدمون الباثولوجيا في ممارستهم اليومية. وزعمت رابطة طب الأسنان المثلية البريطانية (BHDA) أن عدد أطباء الأسنان يبلغ 69 طبيباً، في حين سجلت الجمعية البريطانية للجراحين البيطريين المثليين 36 طبيباً بيطرياً كأعضاء. هناك أكثر من 41 000 من أعضاء البرلمان وحوالي 24 000 من الجراحين البيطريين المسجلين في المملكة المتحدة، وما يقرب من 23 000 من أطباء الأسنان الذين يعملون في الخدمات الصحية الوطنية في إنجلترا.
في عام 2009، كان هناك ما يقرب من 2000 معالج تجانسي، ليسوا أطباء عامين، مسجلين في منظمات مختلفة. خلصت مراجعة منهجية للدراسات الاستقصائية، التي نُشرت في أبريل 2013، إلى أن المعالجة المثلية يستخدمها المهنيون الطبيون في المملكة المتحدة بدرجة ثانوية، وأن معدلات الإحالة منخفضة في المتوسط.
في حوالي عام 2009، بدأت جامعات المملكة المتحدة في إغلاق أو مراجعة دوراتها في المعالجة المثلية والطب البديل، بعد اتهامات بأنها كانت تدرس العلوم الزائفة. كانت هذه الدورات تجتذب دعاية وانتقادات سيئة من الجامعات التي تدرسها. في مايو 2010، أعلنت هيئة الخدمات الصحية الوطنية أن تدريب الأطباء المبتدئين لن يشمل بعد الآن مواضع في مستشفى جلاسكو للمعالجة المثلية. بحلول عامي 2012 و2013، لم يتبق سوى جامعتان في المملكة المتحدة تقدمان درجات علمية في الطب المثلي.
في فبراير 2010، خلصت لجنة اختيار العلوم والتكنولوجيا إلى أن: «يجب على NHS التوقف عن تمويل المعالجة المثلية. ويخلص أيضًا إلى أن وكالة تنظيم الأدوية ومنتجات الرعاية الصحية (MHRA) يجب ألا تسمح لملصقات منتجات المعالجة المثلية بتقديم مطالبات طبية دون دليل على الفعالية. نظرًا لأنها ليست أدوية، يجب ألا يتم ترخيص منتجات المعالجة المثلية من قبل MHRA». ينص جزء من الاستنتاجات على أنه «عندما تمول NHS المعالجة المثلية، فإنها تؤيدها. نظرًا لأن دستور NHS يمنح الأشخاص صراحةً الحق في توقع اتخاذ القرارات بشأن تمويل الأدوية والعلاجات» بعد النظر بشكل مناسب في الأدلة«، فقد يشكل المرضى وجهة نظر [مضللة] [مستمدة من حقيقة أي مؤسسة مالية NHS support] أن المعالجة المثلية هي علاج قائم على الأدلة.» نظرًا لعدم العثور على دليل على فائدة - بخلاف تأثير الدواء الوهمي - كانت توصية التقرير هي أن «الحكومة يجب أن تتوقف عن السماح بتمويل المعالجة المثلية على NHS.» ذكرت الحكومة أن هذا القرار سيترك مفتوحًا لصناديق الرعاية الأولية (PCTs)، وهي الهيئات الأصغر المسؤولة عن إدارة NHS الإقليمية، بدلاً من أن تقوم به الحكومة نفسها.
في يونيو 2010، صوتت الرابطة الطبية البريطانية بثلاثة أصوات مقابل واحد لصالح اقتراح يقضي بحظر المعالجة المثلية من NHs، وعدم بيعها كدواء في الصيدليات. في فبراير 2011، من أصل 104 معاهدة التعاون بشأن البراءات ردت على الاستفسارا، قال 72 إنهم لم يمولوا المعالجة المثلية، مع توقف 10 منهم عن تمويل المعالجة المثلية في السنوات الأربع الماضية. بحلول السنة المالية 2011-2012، انخفضت نسبة تمويل معاهدة التعاون بشأن البراءات للمعالجة المثلية إلى 15٪.
في يوليو 2013، خلصت هيئة معايير الإعلان إلى أن بائعي المعالجة المثلية كانوا يشاركون في إعلانات كاذبة فيما يتعلق بادعاءاتهم حول فعالية منتجات المعالجة المثلية وفي نفس الوقت قاموا بإثناء المستخدمين عن البحث عن العلاجات الأساسية للظروف التي يحتاجون إليها.
في عام 2016، قُدر أن إنفاق NHS على المعالجة المثلية لا يزال يصل إلى حوالي 5 ملايين جنيه إسترليني، على الرغم من الحملات المتكررة لإزالة المعالجة المثلية من قائمة العلاجات التي دفعتها NHS. في يوليو 2017، أعلنت NHS سياسة عدم تمويل الطب المثلي لأنه «سوء استخدام للموارد»؛ ودعوا أيضًا وزارة الصحة البريطانية إلى إضافة علاجات المثلية إلى القائمة السوداء للعناصر الطبية المحظورة، وتوقفت NHS عن تمويل العلاجات المثلية في نوفمبر 2017. بعد توجيهات إدارة NHS England بأن إنفاق NHS على العلاجات المثلية يجب أن يتوقف، وأنه يجب نصح الأطباء بـ «إلغاء وصف» العلاجات للمرضى الحاليين، رفعت جمعية المعالجة المثلية البريطانية دعوى قضائية ضد NHS. في عام 2018، حكمت المحكمة العليا لصالح NHS England.

### سويسرا
سُحب تمويل التأمين الحكومي للمعالجة المثلية وأربعة علاجات بديلة أخرى بعد مراجعة في عام 2005، ودعا تصويت في استفتاء عام 2009 إلى التأمين الصحي المدعوم من الدولة لدفع تكاليف هذه العلاجات مرة أخرى. في عام 2012، أعادتها الحكومة لفترة تجريبية حتى عام 2017، في انتظار إجراء تحقيق مستقل حول فعالية العلاجات وفعاليتها من حيث التكلفة.
تعتبر قواعد تسجيل العلاجات المثلية دون مجال محدد للتطبيق أكثر ليبرالية في سويسرا مما هي عليه في البلدان الأعضاء في الاتحاد الأوروبي. بالنسبة لأدوية المعالجة المثلية القائمة على مواد معروفة جيدًا منخفضة الخطورة، تقدم الوكالة السويسرية للمنتجات العلاجية، الهيئة التنظيمي، تسجيلًا غير مكلف عن طريق إجراء تسجيل إلكتروني مبسط.

## أستراليا
خلصت مراجعة للأدلة الحالية من قبل المجلس الوطني للصحة والبحوث الطبية، الوكالة الرئيسية لأبحاث الصحة العامة والطبية في أستراليا، إلى أن المعالجة المثلية ليست علاجًا فعالًا لأي حالة طبية. لمنع التحيز، تمت مراجعة الدراسات وتقييمها من قبل شركة مستقلة.
وفقًا لدراسة أجريت عام 1996، استخدم ما يقرب من 4.4٪ من البالغين الأستراليين العلاجات المثلية مرة واحدة على الأقل في حياتهم، بما في ذلك 1.2٪ سعوا للحصول على العلاج حصريًا من ممارسي المعالجة المثلية.

## شمال أمريكا

### كندا
في كندا، وجدت دراسة تفصيلية عن استخدام الأطفال للأدوية البديلة في كيبك أن 11٪ من الأطفال الذين تم أخذ عيناتهم طب، البالغ عددهم 1911 طفلًا، استخدموا أدوية بديلة و25٪ ممن استخدموا الأدوية البديلة (أقل من 3٪ من جميع الأطفال الذين تم أخذ عينات منهم) استخدموا المعالجة المثلية. أشارت الدراسة أيضًا إلى أن المعالجة المثلية أكثر شيوعًا عند الأطفال في كندا منها لدى البالغين، حيث استخدم 19٪ فقط من مستخدمي الطب البديل المعالجة المثلية. يجب على الأطباء الذين يختارون استخدام الأدوية البديلة مثل المعالجة المثلية اتباع الإرشادات التي وضعتها كلية الأطباء والجراحين في مقاطعتهم. لا تغطي الرعاية الصحية في المقاطعات عمومًا المعالجة المثلية.

### الولايات المتحدة الأمريكية

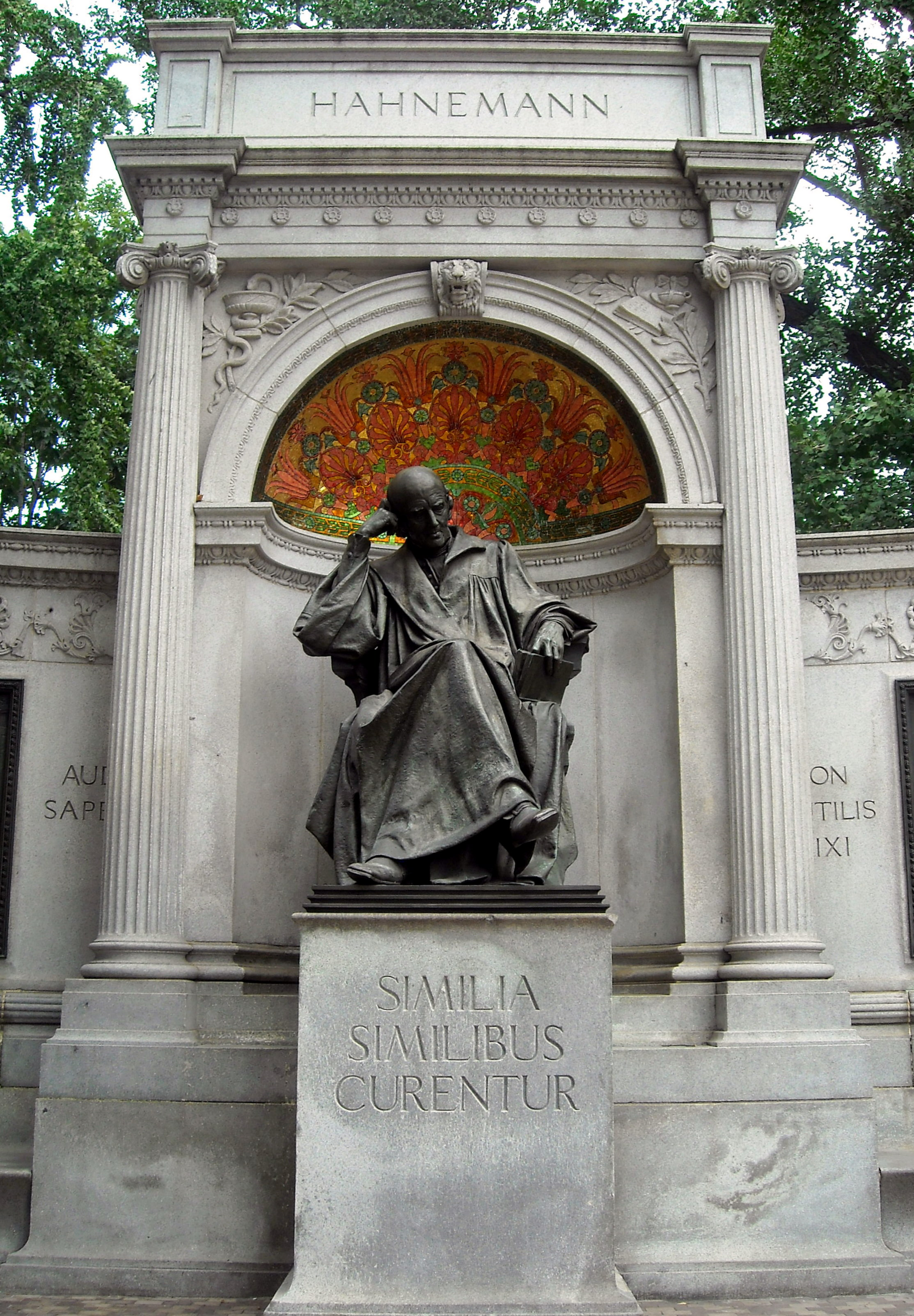
نصب صموئيل هانيمان التذكاري، واشنطن العاصمة مع "Similia Similibus Curentur" - مثل العلاجات مثل.

اعترف القانون الفيدرالي للأغذية والأدوية ومستحضرات التجميل (قانون FD & C) لعام 1938 باستعدادات المعالجة المثلية كأدوية، ولكن مع استثناءات كبيرة. كان الراعي الرئيسي للقانون هو عضو مجلس الشيوخ عن ولاية نيويورك وطبيب المعالجة المثلية رويال كوبلاند، الذي كفل إدراج دستور الأدوية المثلية في الولايات المتحدة (HPUS)، لأنه يعبر عن «معايير الجودة المعلنة ذاتيًا» لمهنة المعالجة المثلية. وهكذا خلق القانون النهائي ثغرات لتنظيم عقاقير المعالجة المثلية، وبالتالي فهي مستثناة من العديد من القواعد التي تنظم الأدوية الأخرى. منذ ذلك الحين تم استجواب إدراج HPUS في القانون من قبل «المحامين والأطباء ومختصي المعالجة المثلية والمؤرخين ومسؤولي إدارة الغذاء والدواء (FDA)».
يتم تنظيم العلاجات المثلية من قبل إدارة الغذاء والدواء، التي تنظم التصنيع والمعايير الأخرى المناسبة لأدوية المعالجة المثلية، بشكل أساسي من خلال دستور الأدوية المثلية في الولايات المتحدة (HPUS) وفقًا لاتفاقية دستور الأدوية المثلية في الولايات المتحدة والقسم 400.400 من دليل إرشادات سياسة الامتثال لإدارة الغذاء والدواء. يجب اختبار عقاقير المعالجة المثلية لمعرفة مدى تأثيرها، وتصنيعها وتوسيمها وفقًا لقانون FD&C الفيدرالي وHPUS قبل اعتبارها أدوية المعالجة المثلية الرسمية. تم نشر آخر نسخة ورقية مجلدة من HPUS في عام 1979. تم استبداله بقاعدة بيانات على الإنترنت متاحة للمشتركين.  يمكن تسويق أدوية المعالجة المثلية الرسمية وفقًا لتصنيفها في HPUS. لا يتم تنظيمها بموجب قانون الصحة والتعليم التكميلي لعام 1994. يمكن بيع العديد من أدوية المعالجة المثلية «بدون وصفة طبية»؛ ومع ذلك، يتم تصنيف البعض على أنه وصفة طبية فقط في جميع الظروف، والبعض الآخر مصنف على أنه وصفة طبية فقط في تخفيفات منخفضة مختلفة. كما هو الحال مع جميع الأدوية، تعد متطلبات وضع العلامات مهمة، حيث تعد هذه إحدى الطرق الأساسية التي يمكن لإدارة الغذاء والدواء من خلالها تنظيم الأدوية. التقنيات الصيدلانية المثلية ليست معقدة من الناحية التكنولوجية، وتعتبر الأدوية بشكل عام آمنة بيولوجيًا لأنها مخففة لدرجة أنه لا توجد جزيئات من المحلول الأصلي متبقية في جرعة من العلاج النهائي.
تقدم إدارة الغذاء والدواء إعفاءات كبيرة للعلاجات المثلية مقارنة بالأدوية الأخرى. إليك القليل: 
1. لا يُطلب منهم تقديم طلبات أدوية جديدة إلى إدارة الغذاء والدواء.
2. وهي «معفاة من متطلبات ممارسات التصنيع الجيدة المتعلقة بتاريخ انتهاء الصلاحية».
3. هم معفيون من «اختبار المنتج النهائي للهوية والقوة».
4. قد «تحتوي على كميات أعلى بكثير» من الكحول مقارنة بالعقاقير الأخرى، والتي قد لا تحتوي على «أكثر من 10 في المائة ... و ... أقل من أدوية الأطفال».

بحلول عام 2007، في الولايات المتحدة، تم إنفاق 3.1 مليار دولار على الطب المثلي، و2.3٪ من الأشخاص الذين تزيد أعمارهم عن 18 عامًا قد استشاروا ممارسًا في ذلك العام. تم إنشاء المعالجة المثلية لأول مرة في الولايات المتحدة من قبل هانز بيرش غرام، في عام 1825 واكتسبت شعبية بسرعة. كانت ذروة تأثيرها في نهاية القرن التاسع عشر حيث لم تكن أي مدينة بها أكثر من 50000 شخص بدون مستشفى للطب المثلي. في عام 1890، كان هناك 93 مدرسة نظامية، 14 منها كانت كاملة المعالجة المثلية و8 منها كانت انتقائية. في عام 1900، كان هناك 121 مدرسة نظامية، 22 منها للطب المثلي و10 انتقائية. انخفض تدريس الطب المثلي في الولايات المتحدة بسرعة في القرن العشرين. وأغلقت آخر كلية الطب المثلية البحتة في عام 1920، على الرغم من استمرار تقديم المواد الاختيارية للمعالجة المثلية من قبل مدرسة هانيمان الطبية في فيلادلفيا حتى الأربعينيات.
وفقًا لإحدى الدراسات، في عام 1990 استخدم 0.7٪ من الأفراد المعالجة المثلية في العام السابق للاستجواب. في عام 1997 استخدم 3.4٪ المعالجة المثلية مرة واحدة على الأقل في العام السابق. وفقًا للدراسة نفسها، من بين أولئك الذين استخدموا المعالجة المثلية، كان 31.7٪ قد زاروا ممارسًا للطب المثلي في العام الماضي في عام 1990 وانخفض العدد إلى 16.5٪ بحلول عام 1997.
عقدت إدارة الغذاء والدواء الأمريكية جلسة استماع في 20 و21 أبريل 2015، لطلب تعليق عام على تنظيم عقاقير المعالجة المثلية. نقلاً عن نمو مبيعات الأدوية المثلية التي لا تستلزم وصفة طبية، والتي بلغت 2.7 مليار دولار اعتبارًا من عام 2007، صُنفت العديد منها على أنها «طبيعية وآمنة وفعالة»، تساءلت إدارة الغذاء والدواء الأمريكية: 
1. ما هي مواقف المستهلكين ومقدمي الرعاية الصحية تجاه الأدوية البشرية والمنتجات البيولوجية الموصوفة على أنها المعالجة المثلية؟
2. ما هي مصادر البيانات التي يمكن تحديدها أو مشاركتها مع إدارة الغذاء والدواء حتى تتمكن الوكالة من تقييم مخاطر وفوائد الأدوية والمنتجات البيولوجية المصنفة على أنها المعالجة المثلية؟
3. هل سياسات التنفيذ الحالية بموجب دليل حماية المستهلك مناسبة لحماية وتعزيز الصحة العامة في ضوء النمو الهائل في سوق الأدوية المثلية؟ هل هناك بدائل لسياسات الإنفاذ الحالية لـ CPG التي من شأنها أن تفيد في الإشراف التنظيمي لإدارة الغذاء والدواء على الأدوية التي تحمل علامة المعالجة المثلية؟ إذا كان الأمر كذلك، يرجى التوضيح.
4. هل هناك مجالات في دليل سياسات التعليم الحالي يمكن أن تستفيد من الوضوح الإضافي؟ إذا كان الأمر كذلك، يرجى التوضيح.
5. هل هناك معلومات تتعلق بتنظيم منتجات المعالجة المثلية في البلدان الأخرى التي يمكن أن تفيد تفكير إدارة الغذاء والدواء في هذا المجال؟
6. يتم تسويق الغالبية العظمى من منتجات العقاقير البشرية التي تحمل علامة المعالجة المثلية كأدوية بدون وصفات طبية. تتوفر هذه المنتجات لمجموعة متنوعة من المؤشرات، ولم يتم النظر في العديد من هذه المؤشرات لاستخدامها بدون وصفة طبية بموجب عملية تنظيمية رسمية. ما هي العملية التنظيمية المناسبة لتقييم مثل هذه المؤشرات لاستخدام OTC؟
7. بالنظر إلى النطاق الواسع من المؤشرات على المنتجات الدوائية المصنفة على أنها أدوية المعالجة المثلية والمتاحة بدون وصفة طبية، ما هي العمليات التي تستخدمها الشركات حاليًا لتقييم ما إذا كانت هذه المنتجات، بما في ذلك مؤشرات استخدامها، مناسبة للتسويق كدواء بدون وصفة طبية؟
8. هل يمتلك المستهلكون ومقدمو الرعاية الصحية معلومات كافية لاتخاذ قرارات مستنيرة بشأن منتجات الأدوية المصنفة على أنها معالجة مثلية؟ إذا لم يكن الأمر كذلك، فما هي المعلومات، بما في ذلك، على سبيل المثال، المعلومات في وضع العلامات، التي من شأنها أن تسمح للمستهلكين ومقدمي الرعاية الصحية بأن يكونوا على دراية أفضل بالمنتجات المصنفة على أنها المعالجة المثلية؟ [20]

في 15 نوفمبر 2016، أعلنت لجنة التجارة الفيدرالية (FTC) أن منتجات المعالجة المثلية لا يمكن أن تتضمن ادعاءات الفعالية بدون «أدلة علمية مختصة وموثوقة». في حالة عدم وجود مثل هذا الدليل، يجب أن يذكروا هذه الحقيقة بوضوح على الملصقات الخاصة بهم، وأن يذكروا أن مزاعم المنتج تستند فقط إلى نظريات القرن الثامن عشر التي تجاهلها العلم الحديث. وقالت الوكالة إن عدم القيام بذلك سيعتبر انتهاكًا لقانون لجنة التجارة الفيدرالية، وهو قانون تفويض منفصل عن قانون إدارة الغذاء والدواء. (أنشأ قانون ويلر-ليا لعام 1938 سلطة لجنة التجارة الفيدرالية لتنظيم مطالبات الدعاية للعقاقير التي لا تتطلب وصفة طبية.)

### المكسيك
في المكسيك، تم دمج المعالجة المثلية حاليًا في نظام الرعاية الصحية الوطني. في عام 1895 صدر مرسوم رئاسي من جرال. أنشأ بورفيريو دياز أول مدرسة ومستشفى للطب المثلي بالإضافة إلى اللوائح التي تحدد متطلبات التدريب لأطباء المعالجة المثلية.  من هؤلاء الأفراد الذين يستخدمون الأدوية البديلة، أكثر من 26٪ يستخدمون المعالجة المثلية

## أمريكا الجنوبية
بعض البلدان في أمريكا الجنوبية، مثل الأرجنتين  أو كولومبيا، تسمح فقط للأطباء المحترفين المؤهلين وتخرجوا من كلية طب معترف بها لممارسة المعالجة المثلية. تم تنظيم المعالجة المثلية في بلدان أمريكا الجنوبية الأخرى، مثل كولومبيا، منذ بداية القرن العشرين. في البرازيل، يتم تضمين المعالجة المثلية في النظام الصحي الوطني، ومنذ عام 1991، يجب على الأطباء الذين يرغبون في ممارسة المعالجة المثلية إكمال 2300 ساعة من التعليم قبل الحصول على التراخيص المناسبة.

## الشرق الأوسط وآسيا
الهند لديها أكبر بنية تحتية للمعالجة المثلية في العالم، مع تقديرات منخفضة بحوالي 64000، ولكن تصل إلى 300000 ممارس للطب المثلي. بالإضافة إلى ذلك، هناك 180 كلية دورة تعليمية، و7500 عيادة حكومية و307 مستشفى تقدم العلاجات المثلية.  شُكلت وزارة AYUSH في 9 نوفمبر 2014 لضمان التطوير الأمثل ونشر أنظمة AYUSH للرعاية الصحية. كان يُعرف سابقًا باسم قسم النظام الهندي للطب والمعالجة المثلية (ISM & H) الذي تم إنشاؤه في مارس 1995 وأعيد تسميته إلى قسم الأيورفيدا واليوجا والمعالجة الطبيعية وأوناني والسيدها والمعالجة المثلية (AYUSH) في نوفمبر 2003، مع تركيز الاهتمام على تطوير التعليم والبحث في الأيورفيدا واليوجا والمعالجة الطبيعية، أوناني، سيدها والمعالجة المثلية. في الصين واليابان، يبدو أن المعالجة المثلية غير معروفة تقريبًا.  
تعرضت الدول الآسيوية عدة مرات لأفكار المعالجة المثلية وغير المثلية حول الطب من خلال الجيوش الغازية التي كانت لها روابط مع أوروبا. في ماليزيا، قدمت المعالجة المثلية خلال الحرب العالمية الثانية من قبل العسكريين الهنود الذين شكلوا الجزء الأكبر من الجيش البريطاني في آسيا. جلب الجيش الفرنسي الطب الحديث المبكر إلى لاوس خلال غزوهم عام 1893. في الصين، كان في شانغهاي مستشفى واحد للطب المثلي في عام 1911، وأربعة لاحقًا في عام 1934، في هذه المنطقة، استكملت النماذج الأوروبية للطب الأدوية التقليدية المحلية ولكنها لم تحل محلها.

### الشرق الأوسط
إن اعتناق الجنس البشري أصبح شائعاً في الإمارات العربية المتحدة وفي إيران. إن وزارة الصحة في الإمارات تدرك وتنظم ممارسة اعتلال الشخصية بطريقة منهجية. ويمكن للأطباء والممارسين على حد سواء ممارسة اعتلال المثلية ولكن ينبغي لهم جميعا اجتياز امتحانات وزارة الصحة التي تغطي كل من العلوم الطبية واعتلال المثلية. وتعترف وزارة الصحة في إيران بالتهاب المثلية كعلاج بديل قانوني. والرابطة الإيرانية للمثليين، التي أنشئت بإذن من وزارة الداخلية ووزارة الصحة، هي الرابطة المرجعية لتوفير معايير لمرض المثلية. في إيران فقط الأطباء يمكنهم ممارسة اعتلال المثلية.

### الهند
جاءت المعالجة المثلية إلى الهند في أوائل عام 1810، مع المسافرين والمبشرين والعسكريين من الغرب.
تتولى وزارة الأيورفيدا واليوجا والمعالجة الطبيعية وأوناني والسيدها والمعالجة المثلية (AYUSH) التي تم تشكيلها في 9 نوفمبر 2014، رعاية المعايير التعليمية في النظم الهندية لكليات الطب والمعالجة المثلية ويشجع البحث في المجالات المعنية. تأسس المجلس المركزي لبحوث الطب المثلي (CCRH) كمنظمة مستقلة في نيودلهي في عام 1978 من قبل حكومة الهند.
يتم تنظيم تعليم المعالجة المثلية من قبل المجلس المركزي للطب المثلي (CCH)، وهو هيئة قانونية تابعة لوزارة الصحة ورعاية الأسرة، تم تشكيلها في عام 1973 من خلال قانون صادر عن البرلمان، وهي واحدة من المجالس المهنية التابعة للجنة المنح الجا، التي تراقب جميع مراحل التعليم العاليالهند. تنظم CCH أيضًا ممارسة المعالجين المثليين المسجلين.